# Eduardo Costa (futebolista)
Eduardo Nascimento Costa, mais conhecido como Eduardo Costa (Florianópolis, 23 de setembro de 1982), é um ex-futebolista brasileiro que atuava como volante.
Atualmente, é treinador de futebol.

## Carreira

### Jogador
Começou sua carreira nas categorias de base do Grêmio.
De 2005, até o primeiro semestre de 2007, atuou pelo Espanyol, mas acabou se transferindo novamente para o Grêmio, por empréstimo de duração prevista de um ano, até julho de 2008. O preço fixado para a compra do volante por parte do Grêmio durante o empréstimo girava em torno de € 3 milhões. Sem ter condições financeiras de bancar a permanência do jogador, o Grêmio acabou deixando-o ir embora.
No fim de 2008, Eduardo acertou sua transferência ao São Paulo pelo período de três anos.
Eduardo transferiu-se para o A.S. Monaco no dia 7 de agosto de 2009, e assinou um contrato de 3 anos. Alternando entre reserva e titular na primeira temporada e não jogando nenhuma partida em 2010-11, no dia 24 de dezembro de 2010, acertou sua volta para o Brasil para defender o Vasco da Gama. Em junho de 2011, Eduardo rescindiu seu contrato com o Monaco e firmou um contrato com o Vasco até o fim de 2012.
Para a temporada de 2013, Eduardo acerta com o Avaí, seu time de coração. Após 2 anos e 84 partidas com a camisa do Avaí, o volante decide encerrar a carreira aos 32 anos no dia 24 de junho de 2015.

### Treinador
Desde que encerrou sua carreira, em 2015, Eduardo passou a se dedicar aos estudos, após a realização de diversos estágios e de concluir licenças da CBF.
Eduardo Costa teve o inicio como treinador de futebol em 2019, tendo assumido o time do Lajeadense (RS), em parceria firmada com o Juventude
Em 2020 pegou o desafio de treinar o Metropolitano em outra parceria com André Santos, para a disputar o Campeonato Catarinense da Série B, e conseguindo com sucesso se classificar, levou o time á disputar em 2021 a Série A do Catarinense.
No final de janeiro de 2023, assumiu o Atlético Catarinense. Após 13 dias e com três derrotas, deixou o clube.

## Títulos
Grêmio
- Campeonato Gaúcho: 2001
- Copa do Brasil: 2001

Bordeaux
- Copa da Liga Francesa: 2001-02

Espanyol
- Copa do Rei: 2005-06

Vasco da Gama
- Copa do Brasil: 2011

Seleção Brasileira
- Campeonato Sul-Americano Sub-17: 1999
- Copa do Mundo Sub-17: 1999